# Mahéndra
Mahéndra Bír Bikram Šáh (11. června 1920 Káthmándú – 31. ledna 1972 Káthmándú) byl v letech 1955 až 1972 nepálský král. Kromě toho se v roce 1960 stal britským polním maršálem. Počátkem roku 1959, ještě jako nepálský princ, zavedl novou ústavu a první demokratické volby do národního shromáždění. Nastavení ústavního systému však přinášelo rozepře mezi krále a vládu, a tak Mahendra nakonec v roce 1960 parlament rozpustil. O osmnáct měsíců později, v roce 1962, provedl královský převrat, propustil ministerského předsedu a vyhlásil nový nestranický vládní systém pančaját a novou ústavu. I přes existenci vlády a parlamentu, tedy prvků konstituční monarchie, měl Mahendra absolutní moc nad všemi vládními úřady. V roce 1972 Mahendru vystřídal jeho syn Biréndra, který prosazoval národní referendum, ve kterém by Nepálci rozhodli o zachování nestranického systému či o zavedení demokratických reforem.